# Euchromia creusa
Euchromia creusa là một loài bướm đêm thuộc phân họ Arctiinae, họ Erebidae.

## Hình ảnh

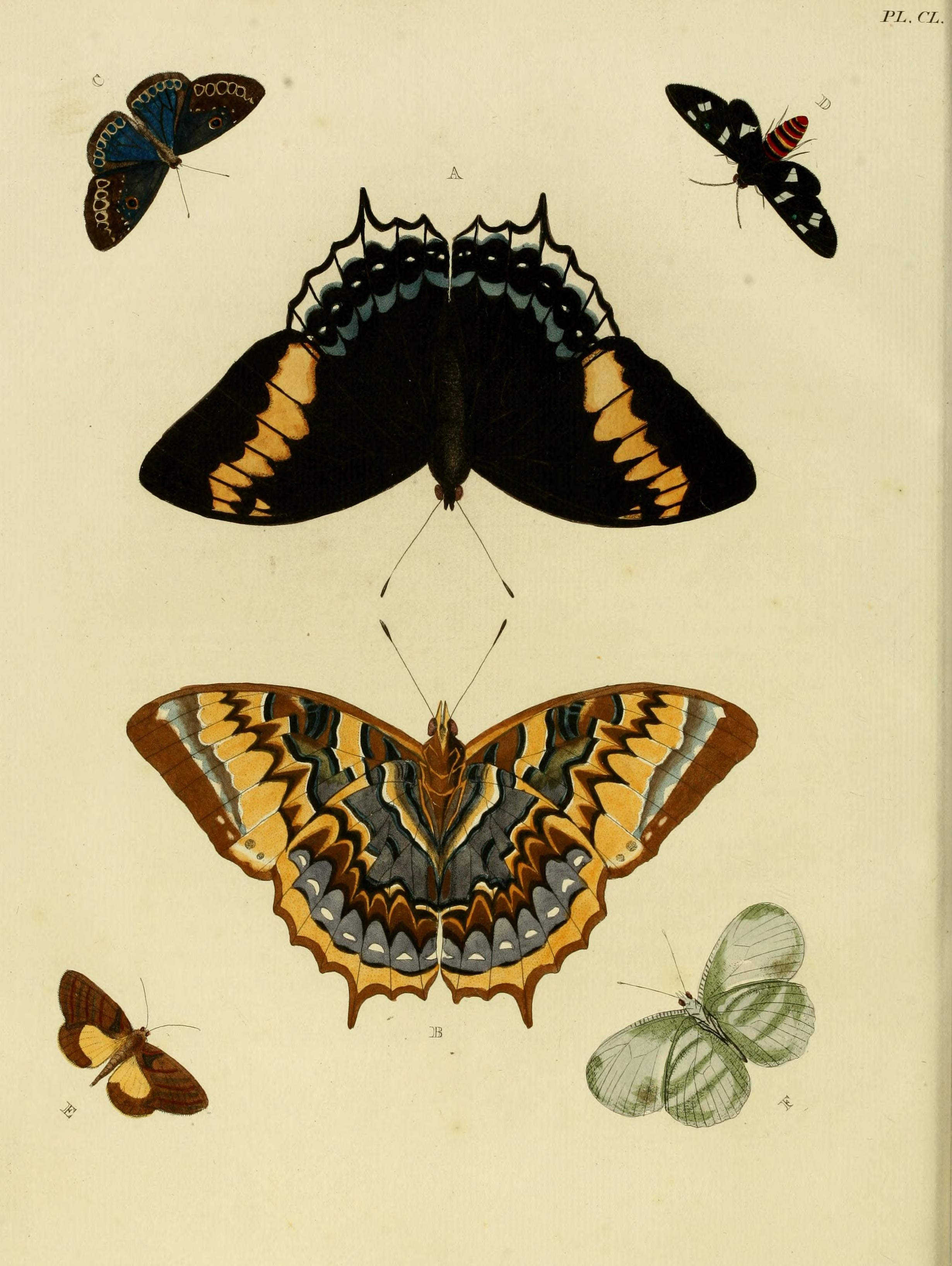
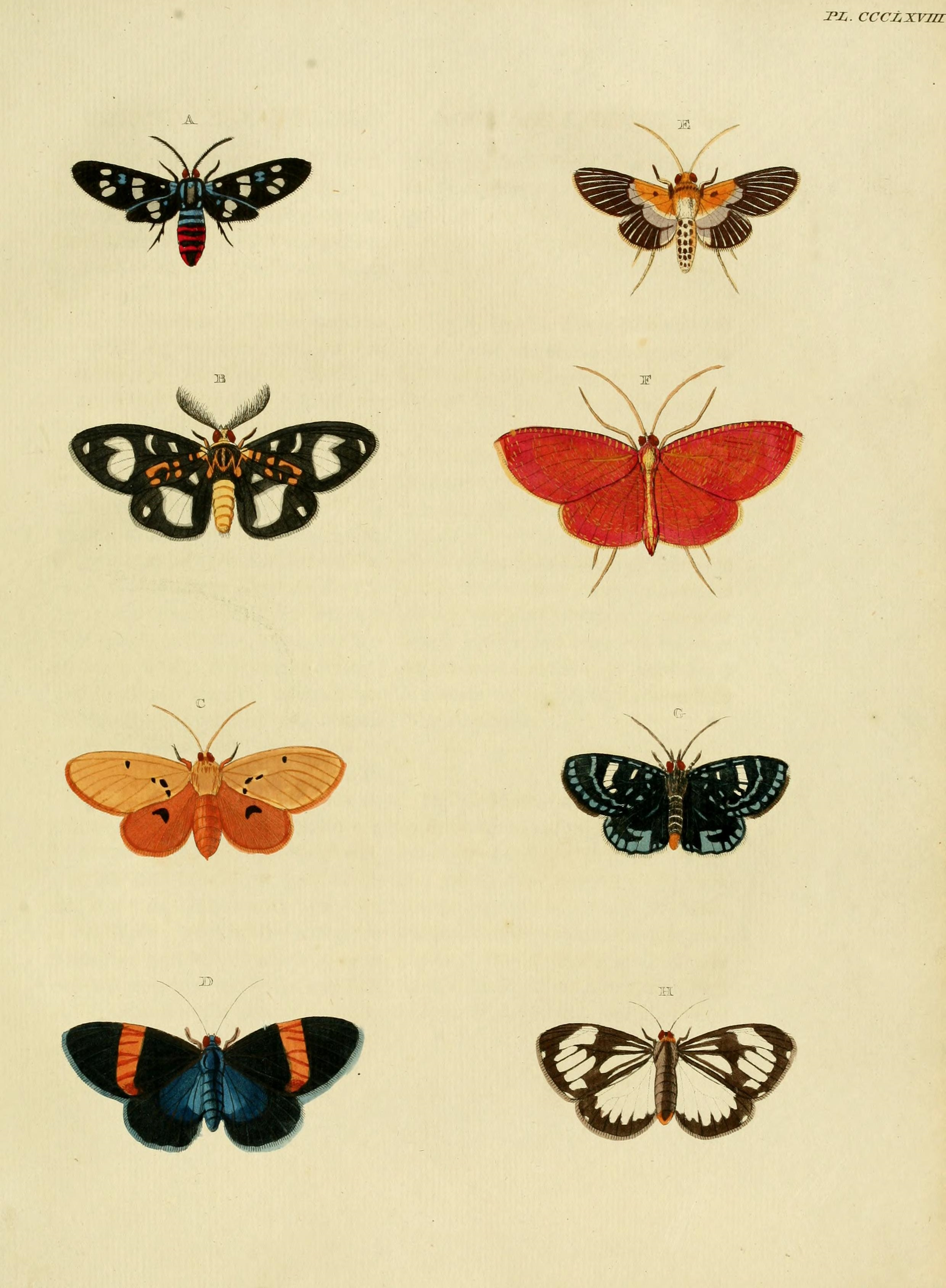